# 菊池病
菊池病，也称组织细胞坏死性淋巴结炎或菊池-藤本病。1972年由日本福岡大學病理学教授菊池昌弘發現，同年，另一名日本學者藤本吉秀也報告了這種疾病。

## 流行病学信息
菊池病是一种非常罕见的疾病，常见于日本，偶见于亚洲其他地方、美洲和欧洲。平均发病年龄为20-30岁，患者多为女性。这种疾病的原因尚不清楚，已有感染和自体免疫两种假说。淋巴腺症状一般在几个星期内发生，最长达到六个月。复发率约为3％。罕见死亡，死亡者多为肝脏衰竭、呼吸衰竭、心脏衰竭造成。

## 病理学信息
一些研究显示，遗传因素和该病的自体免疫有关。一些病例显示出该病和细胞巨大型病毒、EB病毒、单纯疱疹病毒、水痘带状疱疹病毒、人类流行性感冒病毒、人类小DNA病毒B19有关。没有证据证明该病和红斑狼疮有关。

## 临床症状
菊池病症状表现是发热、淋巴结肿大、皮疹和头痛。罕见肝脾肿大和神经系统症状，神经系统症状类似于脑膜炎。有时被诊断为系统性红斑狼疮，结核，淋巴瘤或病毒性淋巴结炎。

## 诊断和治疗
该病一般由活體組織切片诊断。由于菊池病是一种自限性疾病（self limiting illness），会因与霍奇金病的相似而误诊。抗核酸抗体、抗磷脂抗体、类风湿因子检验常为阴性。
目前没有针对该病的治疗方法。目前的治疗方法是支持性的，甾体疫苗和类固醇对严重症状有效